# Johannes Stückelberger
Johannes Stückelberger (* 1958 in Schaffhausen) ist ein Schweizer Kunsthistoriker.

## Leben
Nach dem Studium (1978–1983) der Kunstgeschichte, Geschichte und Philosophie in Basel und München war er von 1984 bis 1988 Assistent für Neuere Kunstgeschichte am Institut für Kunstgeschichte der Universität Basel. Nach der Promotion 1992 war er von 1993 bis 2000 Oberassistent für Neuere Kunstgeschichte am Département d’histoire de l‘art der Universität Genf. 2003 habilitierte er sich (Venia docendi für Neuere Kunstgeschichte) an der Universität Basel. Von 2001 bis 2008 unterrichtete er als Dozent für Neuere Kunstgeschichte am Institut für Kunstgeschichte der Universität Freiburg/Schweiz. Seit 2010 ist er Dozent für Religions- und Kirchenästhetik an der Theologischen Fakultät der Universität Bern und seit 2019 Titularprofessor für Neuere Kunstgeschichte an der Universität Basel. 2015 gründete er den alle zwei Jahre stattfindenden Schweizer Kirchenbautag, der sich aktuellen Fragen zum Kirchenbau in der Schweiz widmet.
Seine Forschungsschwerpunkte sind Kunstgeschichte des 16. bis 21. Jahrhunderts, Religions- und Kirchenästhetik, Kirchenbau, moderne Kunst und Religion, Bild und Natur, Rezeptionsgeschichte, politische Ikonographie, Kunst im öffentlichen Raum und Schweizer Kunst.

## Schriften (Auswahl)
- Rembrandt und die Moderne. Der Dialog mit Rembrandt in der deutschen Kunst um 1900. München 1996, ISBN 3-7705-2968-5.
- Wolkenbilder. Deutungen des Himmels in der Moderne. Paderborn 2010, ISBN 978-3-7705-4106-5.
- Die reformierte Kirche Enge in Zürich. Bern 2015, ISBN 3-03797-229-7.
- Moderner Kirchenbau in der Schweiz. Zürich 2022, ISBN 978-3-2901-8410-0
- Die Stadt als religiöser Raum. Aktuelle Transformationen städtischer Sakraltopographien. Zürich 2022, ISBN 978-3-290-22070-9